# Phyllophaga falta
Phyllophaga falta är en skalbaggsart som beskrevs av Ivan T. Sanderson 1950. Phyllophaga falta ingår i släktet Phyllophaga och familjen Melolonthidae. Inga underarter finns listade i Catalogue of Life.